# Clase Río Segre
La clase Río Segre es una serie de patrulleros de altura españoles, que prestan servicio en el Servicio Marítimo de la Guardia Civil. Realizados en fibra de vidrio, han sido diseñados por el astillero Asfibe, en Valencia.

## Características
El Ministerio del Interior publicó en el BOE, el miércoles 30 de julio de 2008, un anuncio de licitación para la adquisición de dos patrulleras de tipo medio de navegación sostenida y de un patrullero de altura, con destino al Servicio Marítimo de la Guardia Civil. El presupuesto máximo previsto para el patrullero de altura era de 3.839.600 euros.
El primer buque, el Río Segre, es un diseño probado puesto que sobre su base ya se han construido otras embarcaciones. Sobre este diseño básico se han aportado modificaciones e incorporado equipos para adecuar el buque a los requerimientos del SEMAR. El resultante se considera que es un barco con capacidades de navegación y habitabilidad superiores a las embarcaciones de similar eslora operadas por el Servicio Marítimo de la Guardia Civil (clase Rodman-101).
En la zona de proa de la cubierta principal se dispone la maniobra del ancla, escotillas de accesos a cubierta inferior, halador de artes de pesca y un soporte para el armamento. Toda la zona está protegida por una amurada estructural. Inmediatamente detrás, en la zona central y con pasillos a las bandas, se sitúa la cabina-puente de gobierno. El puente está sobreelevado en la cubierta y cuenta con tres sillones frente al panel de controles (propulsión, gobierno y comunicaciones) así como una amplia mesa para cartas de navegación. También existe una escalerilla de acceso al puente elevado. En la banda de babor de la zona trasera cuenta con una cocina de grandes dimensiones, mientras que en la parte de estribor se dispone una oficina-sala de guardia, comedor y área de descanso.
En cubierta, tras la caseta, existe una amplia zona despejada en la que se sitúan, enrasadas en cubierta, las escotillas de registro de los motores.  Sobre la cabina se ubica un puesto de gobierno elevado y exterior con controles duplicados de propulsión, gobierno y comunicaciones. También se ha instalado un cañón de agua para servicio contraincendios en otras embarcaciones. En la parte de popa se sitúa un arco construido con materiales compuestos para soporte de antenas y equipos.
En la cubierta inferior, y comenzando desde la proa a popa, encontramos el pique de proa, que aloja la caja de cadenas de las anclas de fondeo, y pañol de proa, con acceso a través de una escotilla estanca. A continuación se dispone la zona de habitabilidad dividida en dos partes mediante un mamparo con puerta estanca; en la parte más a proa se cuenta con dos aseos completos y cuatro camarotes dobles con literas. En la otra área se sitúan un camarote doble con una pequeña oficina adjunta, enfermería, lavandería, cuarto del cuadro eléctrico y armero.
Tras la habitabilidad se ubica la cámara de máquinas que alberga motores, reductoras, equipo de generación eléctrica y equipos auxiliares. Por último, en este nivel, con acceso desde la plataforma de popa, está el pañol de popa destinado a estibar el compresor de aire y el equipo de
buceo. Bajo esta cubierta se sitúa el doble fondo con los tanques estructurales de combustible y agua.

## Unidades en servicio
| Código | Nombre    | Número de serie | Año de entrada en servicio | Año de baja | Base     | Observaciones |
| ------ | --------- | --------------- | -------------------------- | ----------- | -------- | ------------- |
| A-20   | Río Segre |                 | 2010                       | En servicio | Valencia |               |